# Pioneer Club Las Vegas
Le Pioneer Club Las Vegas est un ancien hôtel-casino situé à Las Vegas, aux États-Unis. Ouvert en 1942 dans un bâtiment construit en 1918, il est fermé en 1995 lors de la création de la Fremont Street Experience puis reconverti en 1998 en magasin de souvenirs.

## Localisation
Le bâtiment est situé au 25 Fremont Street.

## Galerie

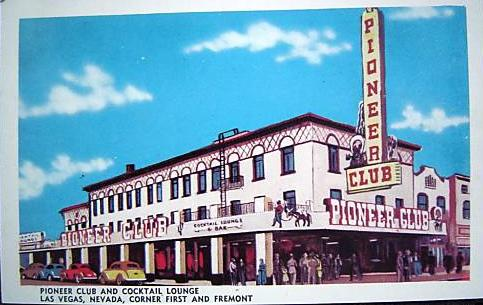
L'hôtel-casino dans les années 1940.
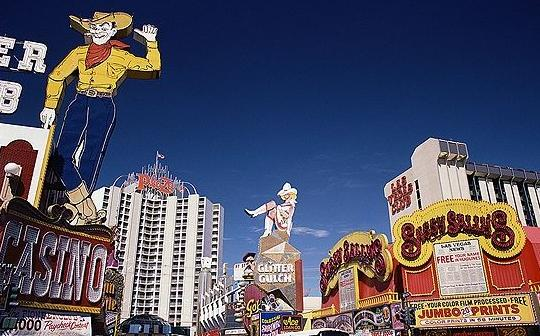
Le Pioneer Club et son environnement en 1973.
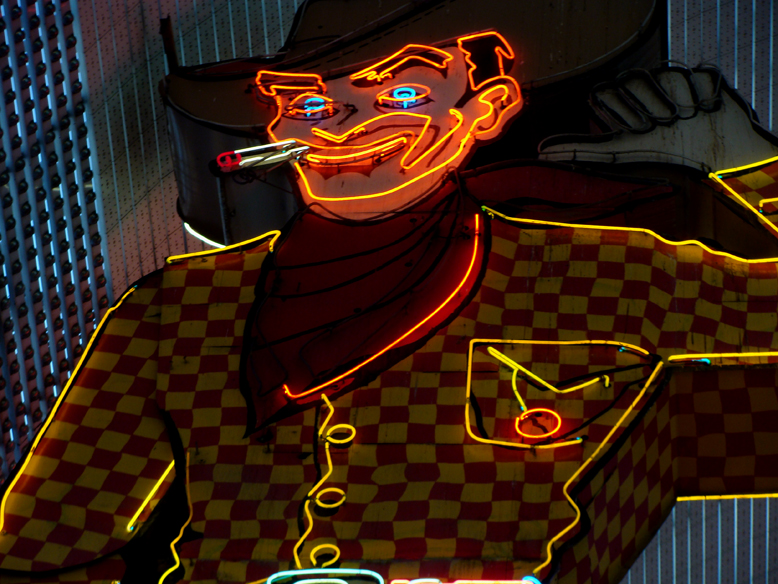
Vegas Vic, l'enseigne du bâtiment.

## Sources
- (en) Cet article est partiellement ou en totalité issu de l’article de Wikipédia en anglais intitulé « Pioneer Club Las Vegas » (voir la liste des auteurs).